# Bamapama
Bamapama (Ure) – bóg oszust w mitologii Aborygenów. Kłótliwy, stale łamie wszelkie prawa i wprowadza chaos na świecie.